# Rancho Nuevo, Salamanca
Rancho Nuevo är en ort i Mexiko.   Den ligger i kommunen Salamanca och delstaten Guanajuato, i den centrala delen av landet, 250 km nordväst om huvudstaden Mexico City. Rancho Nuevo ligger 1 737 meter över havet och antalet invånare är 145.
Terrängen runt Rancho Nuevo är platt åt sydväst, men åt nordost är den kuperad. Runt Rancho Nuevo är det tätbefolkat, med 266 invånare per kvadratkilometer. Närmaste större samhälle är Salamanca, 6,9 km sydväst om Rancho Nuevo. Trakten runt Rancho Nuevo består till största delen av jordbruksmark.